# Spodnji Žerjavci
Spodnji Žerjavci – wieś w Słowenii, w gminie Lenart. W 2018 roku liczyła 318 mieszkańców.